# Market Square Arena
Le Market Square Arena était une salle omnisports située à Indianapolis en Indiana.
Elle était le domicile des Pacers de l'Indiana de la National Basketball Association et du Ice d'Indianapolis de la défunte Ligue internationale de hockey.

## Histoire
Le 26 juin 1977, Elvis Presley y fait son dernier concert. 
La salle a accueilli le Skate America 1989, du 18 au 22 octobre 1989.